# دليل سكوت للطوابع

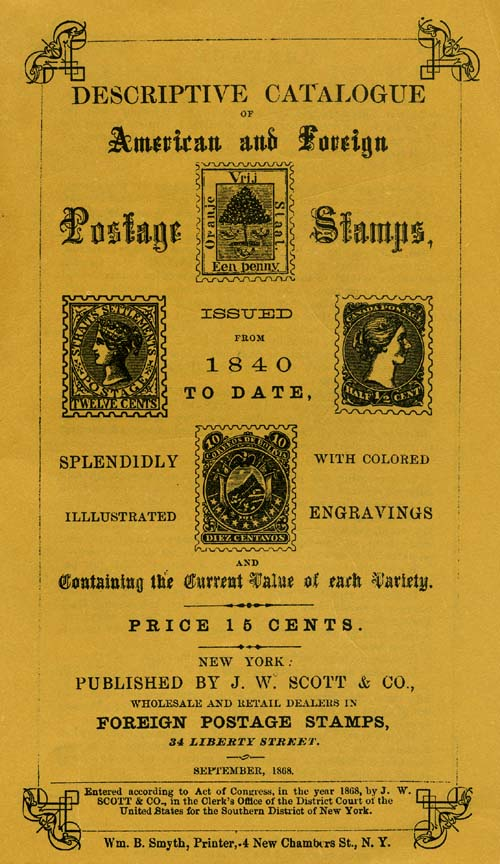
غلاف دليل سكوت للطوابع الصادر عام 1868.

يُحدَّث دليل سكوت للطوابع البريدية سنويًا، وهذا الدليل أو الفهرس تنشره شركة سكوت للنشر، وهي الآن تابعة لشركة آموس ميديا، وتدرج جميع طوابع العالم التي يُقرّ محرروها بأنها صادرة لأغراض بريدية. يُنشر الفهرس في أربعة عشر مجلدًا كبيرًا (حتى عام 2021)، منها اثني عشر مجلدًا تحتوي على جميع دول العالم التي أصدرت طوابع بريدية على الإطلاق، بالإضافة إلى دليل طوابع الولايات المتحدة المتخصص، والدليل الكلاسيكي المتخصص للفترة 1840-1940 (الذي يغطي العالم خلال أول مائة عام من إصدار الطوابع). يُعدّ نظام الترقيم الذي تستخدمه سكوت لتحديد الطوابع هو النظام السائد بين هواة جمع الطوابع في الولايات المتحدة وكندا والمكسيك.

## الخلفية التاريخية
كان أول نسخة من دليل سكوت للطوابع البريدية كتيبًا من 21 صفحة بعنوان "فهرس وصفي للطوابع البريدية الأمريكية والأجنبية، الصادرة من عام 1840 حتى تاريخه، مُزين برسوم رائعة ونقوش ملونة، ويتضمن القيمة الحالية لكل صنف" (بالإنجليزية: Descriptive Catalogue of American and Foreign Postage Stamps, Issued from 1840 to Date, Splendidly Illustrated with Colored Engravings and Containing the Current Value of each Variety). نشره جون والتر سكوت في سبتمبر 1868، وهو أحد أوائل تجار الطوابع في نيويورك، وكان يُزعم أنه يُدرج جميع طوابع العالم، مع أسعار كل منها. يُحذّر إشعارٌ داخل الدليل القارئ من أنه "من المستحيل ببساطة أن يمتلك أي شخص جميع الطوابع" في المخزون دائمًا. ولقد أُعيد طباعة الدليل الأصلي.
في السنوات اللاحقة، توقفت شركة سكوت عن التعامل بالطوابع، لكنها استمرت في نشر دليل الطوابع، مُضيفةً تدريجيًا المزيد من التفاصيل مع تطور هذه الهواية وازدياد خبرة هواة جمع الطوابع. بالإضافة إلى المعلومات الواقعية عن الطوابع، يتضمن الدليل معلومات عن الأسعار استنادًا إلى تحليل السوق والمبيعات المُبلغ عنها من العام السابق. وبتاريخ عام 2006، وعلى الرغم من التغييرات السنوية لتوفير المساحة، تجاوز عدد صفحات الفهرس 5000 صفحة.
يُخصص نظام ترقيم سكوت أرقامًا بسيطة لطوابع البريد العادي، ويستخدم بادئات بأحرف كبيرة للأنواع ذات الأغراض الخاصة، مثل "B" للطوابع شبه البريدية و"C" للبريد الجوي. عادةً ما تكون الأرقام متتالية؛ فهناك فجوات بين الطوابع القديمة، حيث أُعيد ترقيم بعض الأنواع المُرقمة لاحقًا، وبين الطوابع الأحدث حيث تركت سكوت أرقامًا دون تخصيص تحسبًا لظهور طوابع إضافية في السلسلة. إذا ظهر عدد طوابع أكبر من المتوقع، يضيف دليل سكوت لاحقة من حرف كبير، أو إذا كان التغيير حديثًا جدًا، يعاد ترقيم الطوابع. تُكتب الاختلافات الطفيفة، مثل الظلال أو الأخطاء، بأحرف صغيرة؛ لذا يشير الرمز "C3a" أعلاه إلى اختلاف (خطأ في هذه الحالة) في ما يُدرج كطابع بريد جوي أمريكي ثالث.
نظرًا لأهميته التجارية، يُطالب ناشرو دليل سكوت بحقوق الطبع والنشر على أنظمة الترقيم الخاصة بهم، ولا يمنحون سوى تراخيص محدودة لاستخدامها من قِبل الآخرين. أدى عدم الاتساق في تطبيق سكوت لهذه التراخيص إلى رفع سكوت دعوى قضائية ضد دار نشر كراوس (ناشري دليل مينكوس) بتهمة انتهاك حقوق الطبع والنشر. بعد أن قدم كراوس دفاعه، سُوّيت الدعوى خارج المحكمة، واستمر كراوس في الإشارة إلى أرقام سكوت.
يتمتع محررو هذا الدليل، وهو الدليل السائد في الولايات المتحدة، بنفوذ كبير على ما يُعتبر طابعًا بريديًا صالحًا وما لا يُعتبر كذلك. على سبيل المثال، في عقد الستينيات من القرن الماضي، أصدرت مشايخ الإمارات العربية المتحدة العديد من الطوابع التي يُحتمل أنها لم تُطرح للبيع في مكاتب البريد، لذلك لم يُدرج سكوت معظمها. على سبيل المثال، يجب زيارة دليل ميشيل للطوابع للاطلاع على وصفها. مع ذلك، فإن عدم وجود قائمة سكوت يعني أن معظم التجار الأمريكيين سيرفضون تداول هذه الطوابع.
وبالمثل، تُدرج سكوت معظم الطوابع من الدول التي فرضت عليها الحكومة الأمريكية حظرًا، وفي بعض الحالات تُدرجها دون قيمة الدليل. وهذا أمر لا مفر منه إلى حد ما، لأن حظر الاستيراد يعني أن محرري سكوت غير قادرين حتى على الحصول على نسخ من الطوابع المراد وصفها. علاوة على ذلك، بما أن التجار وهواة الجمع الأمريكيين غير قادرين على شراء الطوابع بطريقة قانونية، فمن غير المرجح أن يحتاجوا إلى البيانات. (مرة أخرى، عادةً ما يستخدم المهتمون دليل ميشيل أو غيره). تتغير السياسة تبعًا لسياسة الحكومة؛ حيث تظهر الآن طوابع كوبا وليبيا وفيتنام الشمالية في طبعات دليل سكوت بعد غياب دام بضع سنوات.
تتمثل هيمنة سكوت في أن هواة الجمع الأمريكيين يحفظون العديد من الأرقام عن ظهر قلب، ولا يحتاج التجار إلا إلى ذكر الرقم في قوائم أسعارهم. على سبيل المثال، يتم التعرف على طابع البريد الجوي الأمريكي رقم "C3a" على الفور باعتباره طابع جيني المقلوب، وهو طابع بريد جوي نادر به خطأ مقلوب.

## المحتويات
فيما يلي قائمة بمحتويات كل مجلد من المجلدات الاثني عشر (كتالوجات 2021). وقد اختار سكوت تحديد الشكل الحالي للفهارس المكونة من اثني عشر مجلدًا بستة مجلدات فقط مع لاحقة أبجدية (المجلد 1ب هو في الواقع المجلد الثاني، وهكذا).
- المجلد 1A: الولايات المتحدة الأمريكية والأمم المتحدة، دول تبدأ بالحرف "A" إلى أستراليا
- المجلد 1B: النمسا إلى دول تبدأ بالحرف "B"
- المجلد 2A: دول تبدأ بالحرف "C" إلى كوراساو
- المجلد 2B: قبرص إلى دول تبدأ بالحرف "F"
- المجلد 3A: دول تبدأ بالحرف "G"
- المجلد 3B: دول تبدأ بالحرف "H" إلى دول تبدأ بالحرف "I"
- المجلد 4A: دول تبدأ بالحرف "J" إلى دول تبدأ بالحرف "L"
- المجلد 4B: دول تبدأ بالحرف "M"
- المجلد 5A: دول تبدأ بالحرف "N" إلى دول تبدأ بالحرف "P" (الفلبين)
- المجلد 5B: دول تبدأ بالحرف "P" (جزر بيتكيرن) إلى دول الفئة "S" (ساموا)
- المجلد 6A: دول تبدأ بالحرف "S" (سان مارينو) إلى دول تبدأ بالحرف "ت" (تيتي)
- المجلد 6B: دول تبدأ بالحرف "T" (تايلاند) إلى دول الفئة "Z"

## الغلاف
على مدى سنوات عديدة، كانت الطوابع الموجودة على غلاف الدليل تتبع موضوعًا محددًا على النحو التالي:
- 1993: قطارات وطيور
- 1994: سفن وفراشات
- 1995: الفضاء والفطر
- 1996: الحرب العالمية الثانية
- 1997: الألعاب الأولمبية
- 1998: لا يوجد موضوع محدد
- 1999: طوابع بريدية مستعملة
- 2000: الألفية
- 2001: استكشاف الفضاء
- 2002: لوحات
- 2003: طائرات (للذكرى المئوية لأول رحلة جوية)
- 2004: مبانٍ شهيرة
- 2005: معالم الأرض
- 2006: نقل البريد
- 2007: الكشافة
- 2008: طوابع بريدية غريبة الشكل
- 2009: أبراهام لينكولن
- 2010: طيور
- 2011: مواقع التراث العالمي لليونسكو
- 2012: جسور
- 2013: منارات
- 2014: نساء
- 2015: طوابع بريدية من "البلاد الميتة"
- 2016: نيويورك المدينة
- 2017: العائلة المالكة
- 2018: جمع الطوابع (الذكرى السنوية المائة والخمسون لسكوت)
- 2019: القطارات

## الصور
في مايو 2001، أعلنت دار سكوت للنشر عن مشروع لإدراج نسخة ممسوحة ضوئيًا لكل طابع بريد في دليلها. استُخدمت العديد من هذه النسخ من مجموعتها المرجعية الخاصة، وقُدّمت في طبعة عام 2002، المكونة من ستة مجلدات، وكانت صور بالأبيض والأسود. أُدرجت الصور الملونة في عام 2003 في الدليل الكلاسيكي المتخصص، وفي عام 2005 في الدليل المتخصص للولايات المتحدة.
وفي عام 2006، أُدرجت الصور الملونة في نسخ دليل سكوت الرئيسية. بعد فترة وجيزة من الإعلان عن البرنامج، تلقت دار سكوت للنشر رسالة من هسين مينغ، وهو طبيب في دايتون، أوهايو، وجامع عالمي لطوابع دار السك، يمتلك مجموعة شبه كاملة. عرض الدكتور مينغ السماح بمسح ضوئي لمجموعتهِ، وهو عرض لاقت قبول دار سكوت للنشر بشغف. وبدأت تظهر نسخ ممسوحة ضوئيًا من مجموعة الدكتور مينغ في المجلد الرابع من الفهرس عام 2002.
بفضل التعاون السخيّ من هواة جمع الطوابع الآخرين، أثمر تعاون هسين مينغ عن إنشاء صور ممسوحة ضوئيًا لجميع طوابع سكوت، باستثناء حوالي 1300 طابع، وذلك حتى سلسلة دليل عام 2024. حوالي 120 طابعًا متخصصًا من دليل الولايات المتحدة المتخصص. حوالي 1180 طابعًا هي صور طوابع مستعملة يستبدلها سكوت بصور قديمة في أدلة العالم العامة، أو طوابع ذات مركز ضعيف يستبدلها بطوابع ذات مركز من جيدة إلى جيدة جدا. لم يتبقَّ سوى عدد قليل من الصور بالأبيض والأسود في كتالوجات العالم. توفي هسين مينغ، المولود عام 1926، في 8 فبراير 2011.

## دليل سكوت المتخصص لطوابع وأغلفة الولايات المتحدة الأمريكية
تُصدر شركة سكوت للنشر أيضًا مجلدًا ذا صلة يُدرج بشكل أشمل جميع طوابع البريد الأمريكية وتاريخها البريدي. يُعرف هذا المجلد عمومًا باسم "دليل سكوت المتخصص"، ويعده الكثيرون المرجع الوحيد والنهائي لطوابع البريد الأمريكية. يُقدم هذا الدليل تفاصيل أكثر من المجلد الأول، مع تركيز خاص على الأنواع والأخطاء. يُصدر طبعة جديدة من الدليل سنويًا، مع تاريخ إصدار مُحدد يُشير عادةً إلى منتصف العام السابق. كما تُصدر ملاحق التقييم نصف السنوية في فصلي الربيع والخريف.

## دليل سكوت الكلاسيكي المتخصص: طوابع وأغلفة العالم
يقتصر دليل سكوت الكلاسيكي المتخصص: طوابع وأغلفة العالم على الطوابع والأغلفة التي أُنتجت بين عامي 1840 و1940، أو لدول الكومنولث البريطاني حتى عام 1952. ويغطي جميع الدول المنتجة للطوابع البريدية في مجلد واحد لتلك السنوات.